# 908
El 908 (CMVIII) fou un any de traspàs començat en divendres del calendari julià.

## Esdeveniments
- Els àrabs arriben a Somàlia.
- A la tardor del 908 Muhàmmad al-Tawil destrueix i s'apodera de Roda i Pedrui.[1][2]

## Necrològiques
- Benció I de Carcassona, comte de Carcassona